# Valor de mercado
O valor de mercado, em economia, refere-se ao valor que um produto atinge no mercado, baseando-se na concorrência de mercado e lei de oferta e procura. Costuma-se contrapor o valor de mercado ao valor real do produto.
Por exemplo, o valor de mercado de uma roupa de grife famosa pode ir muito acima ou abaixo do seu valor real, dependendo da estação. Quando é lançada, a procura é alta, e o valor de mercado sobe. Alguns meses depois, a mesma roupa encalha nas lojas, podendo ser vendida a preços que não cobrem nem o custo de produção.
Para uma empresa de capital aberto, valor de mercado é basicamente o valor da ação na bolsa multiplicado pelo número de ações existentes.
Valor de mercado também é a medida de um bem expressa em unidade monetária e que resulta sempre de uma estatística feita com os dados de informações sobre os preços praticados na venda e ou oferta de bens similares no mesmo mercado naquele momento. É uma medida, um dado numérico que possibilita a comparação entre bens similares.
Esse valor exprime uma grandeza peculiar do bem. É a medida que o mercado lhe impõe como referência para uma eventual oportunidade de compra ou de venda através de uma escala de unidade monetária. Nesta ótica considera-se valor de mercado como valor nominal: ambos levam em conta o aumento de preços na economia (inflação), bem como sua eventual queda (deflação). São opostos ao valor real, pois este não leva em conta as variações citadas, mas somente os custos de produção de determinado produto.

## Definição
International Valuation Standards define valor de mercado como "a quantia estimada pela qual uma propriedade deve trocar na data da avaliação entre um comprador interessado e um vendedor disposto em uma transação arm-length após a devida marketing em que cada uma das partes agiu com conhecimento, prudência e sem compulsão ".
O valor de mercado também é distinto do valor justo em que o valor justo depende das partes envolvidas, enquanto o valor de mercado não. Por exemplo, a IVS atualmente registra o valor justo "exige que a avaliação do preço seja justa entre duas partes específicas, levando em conta as respectivas vantagens ou desvantagens que cada um obterá com a transação. Embora o valor de mercado possa atender a esses critérios, isso não é necessariamente O valor justo é freqüentemente usado quando se realiza due diligence em transações corporativas, onde determinadas sinergias entre as duas partes podem significar que o preço justo entre elas é maior do que o preço que poderia ser obtido no mercado mais amplo. pode ser gerado "valor especial" O valor de mercado exige que esse elemento de "valor especial" seja desconsiderado, mas faz parte da avaliação do valor justo.